# Гаренских, Анатолий Александрович
Анатолий Александрович Гаренских (род. 30 апреля 1936) — советский футболист, советский и российский тренер.
В первенстве СССР играл за команды класса «Б» «Металлург-УАЗ» Каменск-Уральский (1960) и «Металлург» / «Уралец» Нижний Тагил (1961—1963). В первенстве КФК играл за нижнетагильский «Высокогорец» (1964—1965), тренировал команду (1964, 1968).
В «Уральце» работал старшим (главным) тренером (1971, 1973, 1974—1978, 1980—1983, 1996—1998), тренером (1972, 1974, 1984—1986) во второй лиге (1996—1997 — в третьей).
Тренер в команде Свердловской области на Спартакиаде народов РСФСР 1985 года.
Сын Игорь также футболист, тренер.